# ألعاب القوى في الألعاب البارالمبية الصيفية 2024 – سباق 1500 متر للنساء
أقيمت منافسات سباق 1500 متر للنساء ضمن ألعاب القوى في الألعاب البارالمبية الصيفية 2024 في ملعب فرنسا، خلال الفترة من 30 أغسطس إلى 7 سبتمبر 2024. كانت هناك 4 فئات خلال هذه المسافة.

## الجدولة
| د | الدور الأول | ن | النهائي |

| التاريخ        | الجمعة 30 | الجمعة 30 | السبت 31 | السبت 31 | الأحد 1 | الأحد 1 | الاثنين 2 | الاثنين 2 | الثلاثاء 3 | الثلاثاء 3 | الأربعاء 4 | الأربعاء 4 | الخميس 5 | الخميس 5 | الجمعة 6 | الجمعة 6 |
| المسابقة       | ص         | م         | ص        | م        | ص       | م       | ص         | م         | ص          | م          | ص          | م          | ص        | م        | ص        | م        |
| -------------- | --------- | --------- | -------- | -------- | ------- | ------- | --------- | --------- | ---------- | ---------- | ---------- | ---------- | -------- | -------- | -------- | -------- |
| تي 11 1500 متر |           |           |          |          | د       |         | ن         |           |            |            |            |            |          |          |          |          |
| تي 13 1500 متر |           |           |          | ن        |         |         |           |           |            |            |            |            |          |          |          |          |
| تي 20 1500 متر |           |           |          |          |         |         |           |           |            |            |            |            |          |          | ن        |          |
| تي 54 1500 متر |           |           |          |          |         |         | د         |           | ن          |            |            |            |          |          |          |          |

## ملخص الميداليات
فيما يلي ملخص للميداليات الممنوحة في جميع منافسات 1500 متر.
| Classification | الذهبية                                          | الذهبية    | الفضية                               | الفضية     | البرونزية                                               | البرونزية  |
| -------------- | ------------------------------------------------ | ---------- | ------------------------------------ | ---------- | ------------------------------------------------------- | ---------- |
| تي 11          | يايش غاتي تيسفاو · إثيوبيا · المرشد: كيندو غيرما | 4:27.68    | هي شانشان · الصين · المرشد: يو جونجي | 4:32.82    | لوزان كوتزي · جنوب إفريقيا · المرشد: إيراسموس بادنهورست | 4:35.49    |
| تي 13          | تيغيست مينغستو · إثيوبيا                         | 4:22.39    | فاطمة الزهراء الإدريسي · المغرب      | 4:22.98    | ليزا كورسو · الولايات المتحدة                           | 4:23.45    |
| تي 20          | باربرا بيغانوفسكا-زاياك · بولندا                 | 4:26.06 SB | ليودميلا دانيلينا · أوكرانيا         | 4:28.40 PB | أنتونيا كيلا · البرازيل                                 | 4:29.40 AR |
| تي 54          | كاثرين ديبرونر · سويسرا                          | 3:13.10 PR | سامانثا كينغهورن · بريطانيا العظمى   | 3:16.01    | سوزانا سكاروني · الولايات المتحدة                       | 3:16.68    |

### تي 11
جرى السباق النهائي الخاص بهذا التصنيف في 2 سبتمبر 2024 على الساعة 10:11:
| الترتيب | الرياضية                                   | الدولة       | الزمن   | ملاحظات |
| ------- | ------------------------------------------ | ------------ | ------- | ------- |
| الأول   | يايش غاتي تيسفاو المرشد: كيندو غيرما       | إثيوبيا      | 4:27.68 | WR      |
| الثاني  | هي شانشان المرشد: يو جونجي                 | الصين        | 4:32.82 | AR      |
| الثالث  | لوزان كوتزي المرشد: إيراسموس بادنهورست     | جنوب إفريقيا | 4:35.49 | PB      |
| 4       | ماري نجوروغي المرشد: جيمس بويت             | كينيا        | 4:41.48 | PB      |
| 5       | نانسي تشيلانغات كويتش المرشد: جيفري روتيتش | كينيا        | 4:45.10 | SB      |
| 6       | جوانا مازور المرشد: ميشال ستاويتسكي        | بولندا       | 4:59.71 |         |

### تي 13
جرى السباق النهائي الخاص بهذا التصنيف في 31 أغسطس 2024 على الساعة 19:13:
| الترتيب | المسار | الاسم                   | الجنسية                          | الزمن   | ملاحظات |
| ------- | ------ | ----------------------- | -------------------------------- | ------- | ------- |
| الأول   | 7      | تيغيست مينغستو          | إثيوبيا                          | 4:22.39 |         |
| الثاني  | 8      | فاطمة الزهراء الإدريسي  | المغرب                           | 4:22.98 | SB      |
| الثالث  | 10     | ليزا كورسو              | الولايات المتحدة                 | 4:23.45 | SB      |
| 4       | 5      | غريتا ستريميكيتي        | جزيرة أيرلندا                    | 4:32.28 | AR      |
| 5       | 6      | سمية بوسعيد             | تونس                             | 4:34.87 |         |
| 6       | 2      | بيس أوروما              | أوغندا                           | 4:38.60 | PB      |
| 7       | 11     | فرانسي أوسوريو          | كولومبيا                         | 4:40.70 | SB      |
| 8       | 9      | إيلينا باوتوفا          | الرياضيون البارالمبيون المحايدين | 4:49.57 | SB      |
| 9       | 1      | كيغان غونت              | كندا                             | 4:51.43 |         |
| 10      | 3      | إدنيوسا دي خيسوس سانتوس | البرازيل                         | 5:16.28 | SB      |
| —       | 4      | دانييلا فيلاسكو         | المكسيك                          | DQ      | R7.9.5  |

### تي 20
جرى السباق النهائي الخاص بهذا التصنيف في 6 سبتمبر 2024 على الساعة 10:56:
| الترتيب | المسار | الاسم                   | الجنسية          | الزمن   | ملاحظات |
| ------- | ------ | ----------------------- | ---------------- | ------- | ------- |
| الأول   | 8      | باربرا بيغانوفسكا-زاياك | بولندا           | 4:26.06 | SB      |
| الثاني  | 1      | ليودميلا دانيلينا       | أوكرانيا         | 4:28.40 | PB      |
| الثالث  | 4      | أنتونيا كيلا دا سيلفا   | البرازيل         | 4:29.40 | AR      |
| 4       | 7      | أنابيل كولمان           | أستراليا         | 4:31.54 | AR      |
| 5       | 9      | هانا تاونتون            | بريطانيا العظمى  | 4:38.98 | SB      |
| 6       | 3      | كايتلين باوندز          | الولايات المتحدة | 4:40.30 | PB      |
| 7       | 5      | إيلونا بياتشي           | المجر            | 4:54.41 |         |
| 8       | 2      | برناديت بياتشي          | المجر            | 5:00.12 |         |
| 9       | 6      | مويكو ياماموتو          | اليابان          | 5:16.70 |         |

### تي 54
جرى السباق النهائي الخاص بهذا التصنيف في 3 سبتمبر 2024 على الساعة 12:25:
| الترتيب | الاسم                 | الجنسية          | الزمن   | ملاحظات |
| ------- | --------------------- | ---------------- | ------- | ------- |
| الأول   | كاثرين ديبرونر        | سويسرا           | 3:13.10 | PR      |
| الثاني  | سامانثا كينغهورن      | بريطانيا العظمى  | 3:16.01 |         |
| الثالث  | سوزانا سكاروني        | الولايات المتحدة | 3:16.68 |         |
| 4       | باتريسيا إيتشوس       | سويسرا           | 3:18.38 |         |
| 5       | ماديسون دي روزاريو    | أستراليا         | 3:20.32 |         |
| 6       | تيان ياجوان           | الصين            | 3:20.54 |         |
| 7       | إيدن رينبو-كوبر       | بريطانيا العظمى  | 3:22.09 |         |
| 8       | ميلاني وودز           | بريطانيا العظمى  | 3:23.37 |         |
| 9       | ألين دوس سانتوس روتشا | البرازيل         | 3:23.43 |         |
| 10      | تشو تشاوكيان          | الصين            | 3:53.20 |         |
| –       | مانويلا شار           | سويسرا           | DQ      | R18.4   |